# Aguamania

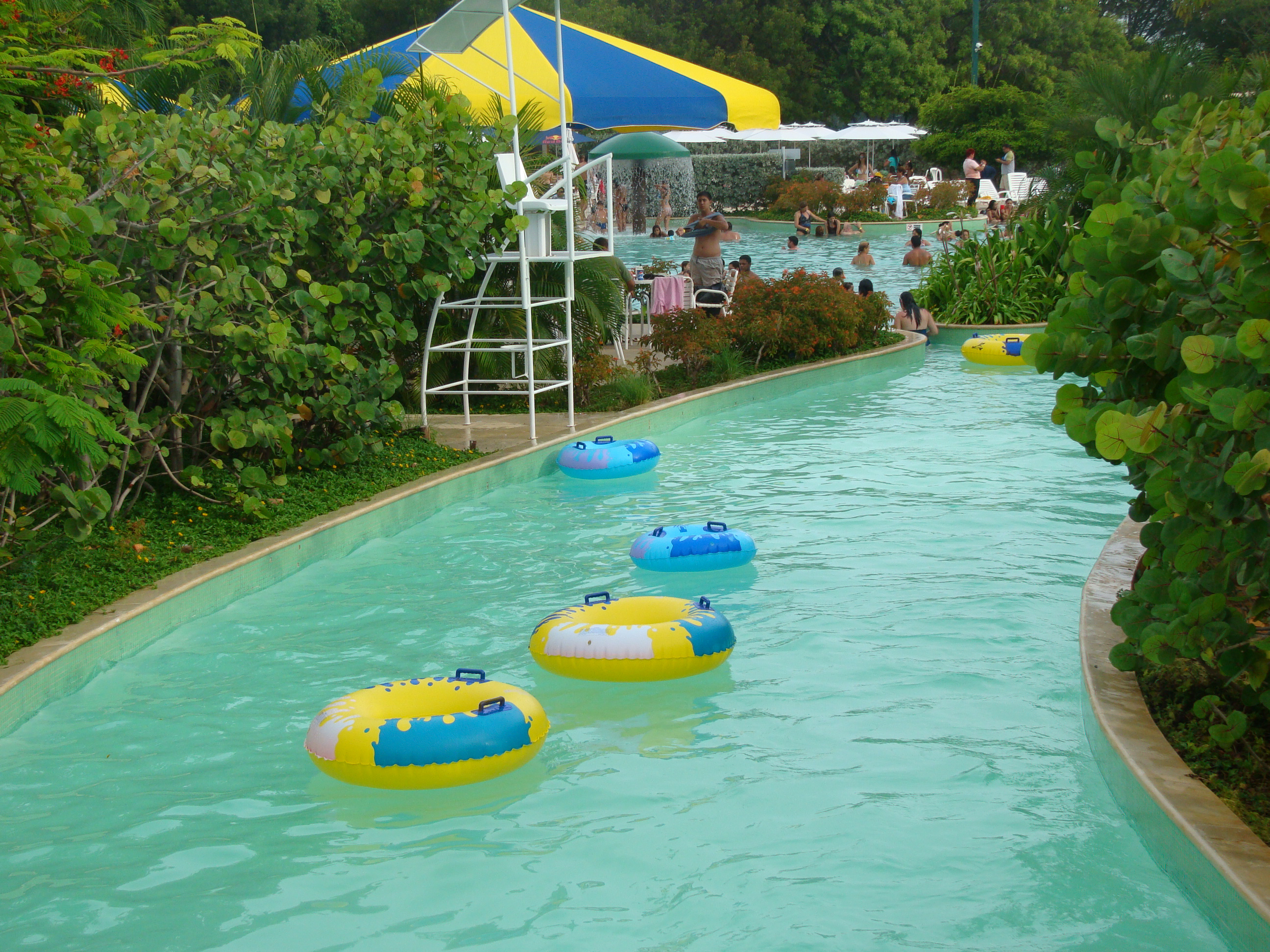
Interior del parque

Aquatica, anteriormente conocido como Aguamania, es un parque acuático situado en Maracaibo, Venezuela, de 25 000 metros cuadrados (269 097,9 ft²). Está situado dentro de un parque público de la ciudad conocido localmente como "La Vereda del Lago". Es uno de los pocos parques acuáticos de Venezuela y el único del oeste del país. Desde el parque hay unas vistas notables de la ciudad circundante.